# Sedliská
Sedliská (maďarsky Telekháza, do roku 1902 Szedliszke) jsou obec na Slovensku v okrese Vranov nad Topľou. Žije zde přibližně 1 500 obyvatel, rozloha katastru obce je 1 013 ha. První písemná zmínka o obci pochází z roku 1323.
Nad obcí se nachází zřícenina hradu Čičava.

## Poloha
Obec se nachází v údolí řeky Ondavy. Střed obce dosahuje nadmořskou výšku 160 m, nejvýše položený bod v katastru je útes čičavského hradu ve výši 300 m n. m.